# مارکو دی کوستانزو
مارکو دی کوستانزو (انگلیسی: Marco Di Costanzo؛ زادهٔ ۹ ژوئن ۱۹۹۲) ورزشکار روئینگ اهل ایتالیا است.
وی در مسابقات کشوری و بین‌المللی در مجموع برندهٔ ۲ مدال طلا، ۲ مدال نقره، ۱ مدال برنز شده‌است.